# Saint-Roman-de-Codières
Saint-Roman-de-Codières é uma comuna francesa na região administrativa da Occitânia, no departamento de Gard. Estende-se por uma área de 18.43 km², e possui 155 habitantes, segundo o censo de 2018, com uma densidade de 8.4 hab/km².